# 狄道之战
狄道之战，又作洮西之战，发生于中国三国时期255年蜀汉和曹魏之间，最后魏以極大的代價成功守衛狄道而告终。

## 序幕
255年七月，蜀将姜维决定趁魏摄政大將司马师新亡，再一次伐魏。这次入侵的规模是姜维历次北伐中最大的戰役之一，多达数万人，由夏侯霸、张翼等统帅。值得注意的是，虽然在行政级别上夏侯霸和张翼都高于姜维，但在军事行动时，姜维为主帅。夏侯霸是大約在249年後不久從魏投蜀，因两个堂甥女都嫁给蜀帝刘禅，是蜀汉皇室的血亲；张翼曾效力蜀汉开国之君刘备，资历也胜过在刘备死后才加入蜀汉的姜维和夏侯霸。八月，姜维军到枹罕，进军狄道。
魏新任雍州刺史王经当即告知上级征西将军陈泰，称敌军同时从祁山、石营、金城三路发起进攻，建议从这些地方迎敌。王经请缨领军在石营迎敌，建议分兵守祁山、同时部署凉州魏军去枹罕侦察进军金城的敌军。陈泰认为情报不可靠，蜀军不大可能聚集如此大军对付王经。盡管蜀军规模确实如此，然而魏方守军亦不足以分兵迎擊。凉州魏军一旦被调往他处作战，地域陌生，故也不能尽其用。因此陈泰回覆王经，表示敌军的規模应該不足以分兵前进，他们必须进一步分析姜维动向，魏军得聚集军队以获取完全的数量优势。命王经进屯狄道，避免迎敌，等候援军到来。陈泰向魏廷请求援军，同时亦亲自率军向陈仓进发。

## 战役

### 魏军故关之败
王经实际上没有军事经验，严重低估了敌军，误以为敌军长途跋涉后将疲倦，使他决定最好不给其休整的机会趁早先发制人将其击败。由于王经的军队占有数量优势，且认为敌军补给线过长而本部军队处于守势没有后勤问题，抱持自信能完胜。因此王经忽略了陈泰要他留守狄道的命令，反而率军冒险出洮河上游的故关。故关在今甘肃临洮县北，在洮河西岸上。八月，两军在洮河西岸交锋，魏军遭惨败：仅逃跑时淹死在洮河里的士兵就有万余人，王经军大部不知所踪，死者数万。王经只得率万余残部渡过洮河撤回南岸的狄道，在城墙保护下重整。这场洮河西岸的战役（也称洮西之战），又称故关之战，是姜维北伐所取得的最大胜利，也是他的最后一次胜利。雍州别驾从事彭祈出奇谋保全王经。
初战告捷后，张翼准确意识到蜀军面临的补给问题，建议姜维撤军。姜维想乘胜占领狄道，愤怒地否决了张翼的建议，围狄道。王经出战姜维的消息被陈泰得知，陈泰立即准确预见魏军将战败，命骑兵驰援，亲率步兵随后，同时他亦请求增援。败讯传到魏都洛阳，朝廷担忧陈泰不能单独挽救态势。新到洛阳的长水校尉邓艾被任为代安西将军，被派去帮助陈泰。邓艾刚离开洛阳，魏主政大臣司马昭就派叔父太尉司马孚镇关中，以为后援。

### 魏军迎战蜀军的战略
陈泰初闻狄道围城之事时，他相信城不会轻易陷落，但他的援军显然不够，故请求增援。大多数朝臣担心王经遭惨败后无法坚持到援军到达，敌军一旦占领有城墙的狄道，将占有完全的地理优势。他们还预言陇西四郡肯定会丢失，应当多花一些时间聚集一支规模大很多的军队打一场持久战来收复这一地区，不要为了必定要输的任务浪费资源了。司马昭却驳斥了这种看法，指出即使诸葛亮生前北伐时也不能占领陇西四郡，姜维肯定也不能。立即占领狄道非易事，入侵之敌很快会粮尽，故陈泰请求立即派援是完全正确的。陈泰率军到上邽时，邓艾、胡奋、王祕等率领的援军也到了。在军事磋商中，邓艾指出在王经遭到了导致该地区精锐被歼的惨败后，敌军士气极高，己军士气低落，援军是在战败后仓促聚集来的，难以在当时就取胜敌军。故明智的做法是牺牲一些当地的利益以挽救全局的利益，最好让王经自守，等敌军疲倦松懈了再发起反攻。
其他人都同意邓艾的建议，唯有陈泰反对。陈泰推理姜维因后勤问题没有补给以应对长期相持，使其利在速战速决，因此他认为王经本应避免一开始就和入侵敌军发生遭遇战，而是等敌军粮尽，和援军会合后反攻，然而王经正中姜维下怀赶赴战场遭到惨败。若是姜维乘胜东进抢占曹魏重要的产谷地区，将有机会破坏关中形成真正的威胁，事实上眼下姜维要是转向雍、凉并团结北方和西北的少数民族便有望夺取之。但姜维在围狄道上犯了严重的军事失策，冒了将有限的粮食耗尽的风险选择试图夺城，由于准备攻城需要时间，同时守军亦将会背城死战以守住城池。由于魏军屯驻在山上的高处，具有地理优势，在低地平原的蜀军难以向上进攻，这将为击退入侵蜀军提供绝佳机会。最后，陈泰提醒部下，敌军一旦粮尽，士气不能持久，大家都同意了陈泰的主意。陈泰随后兵分三路，向陇西推进，绕过姜维军，到达狄道东南的群山。

### 援军抵达狄道
随着狄道围城的继续，粮食问题开始对补给线过长的蜀军造成损失。对姜维来说更糟的消息是，金城的魏援军到了洮河上游，陈泰率援军绕高城岭，在被围的狄道城东南的山中驻扎。几次攻山不果后，姜维明白到因饑餓而士氣低弱的蜀漢士兵已無力击退魏援军；山中的魏援军在城墙外举烽火、鸣鼓角，和城中联系，守军士气大振。陈泰注意到尽管数量占优且士气新振，但魏军还没到反攻的状态，對此他蓄意放出魏军计划反攻且将里应外合夹击蜀军的消息。結果姜維終因粮尽，于九月廿五日（11月11日）撤到洮河下游狄道南面的钟堤，退走。此战最終以魏慘胜告终。王经开城门迎陈泰时诚恳地致谢，说余粮已不足以支撑十天，如果援军不能及时到达，該城必陷甚至覆丧一州。在重新补给狄道城并重修城垒后，陈泰与本部回上邽。

## 戰后
姜維雖然無法成功攻下狄道，但斬殺數萬魏軍的耀眼功勳仍使他獲得朝廷的肯定，並在隔年正月升任大將軍，正式成為蜀漢的軍事最高統帥。另一方面虽然成功逼退姜维率领的蜀军，但魏军也蒙受了龐大损失，西北儲軍幾盡。十月，魏帝曹髦下诏命受战各郡典农及安抚夷二护军各部大吏慰恤伤亡将士的门户，差赋役免一年。十一月，又下诏赦免叛投蜀者留在当地的家属，以鼓舞士气和挽留当地人的民心。仅半月后，曹髦第三次下诏，命陈泰、邓艾率部于洮河中寻找魏军士兵遗骸，与其他阵亡者同葬。此战损失惨重以至于战后百余日大部分阵亡者的尸体才得以妥善安葬。
陈泰因精準判斷蜀軍動向成功守住狄道表現傑出，被召回洛阳升任尚书右仆射，司马望继任征西将军一职，并持节、都督雍凉二州诸军事。邓艾不再代任，被任为官方的安西将军，假节、领护东羌校尉。王经雖造成魏军重大傷亡損失但並未被軍法處置，只是被召回京城另行任命，雍州刺史之职由邓艾部将诸葛绪填补。

## 参战人员
| 魏军 - 征西將軍陈泰 - 代安西将军邓艾 - 雍州刺史王经 - 州别驾从事彭祈 - 将军胡奋 - 将军王祕 | 蜀军 - 衛將軍姜维 - 車騎將軍夏侯霸 - 镇南大将军张翼 |